# Gare d’Issoudun
Gare d'Issoudun – stacja kolejowa w Issoudun, w departamencie Indre, w Regionie Centralnym, we Francji.
Jest stacją Société nationale des chemins de fer français (SNCF) obsługiwaną przez pociągi Intercités i TER Centre.